# كهف كالونين
كهف هالونين هو كهف يقع في قرية ساكيلا، هالوسينفارا، كوسامو، فنلندا. يُشكل الكهف ممرًا يمتد إلى مساحة تشبه غُرفة. الكهف على شكل اسطوانة ، تقريبًا دائري. يبلغ طول الكهف أكثر من 15 مترًا، ويبلغ ارتفاعه في الوسط حوالي 3 أمتار، وقد حصل على اسمه من أحد ملاك أراضه.